# Кондопожский целлюлозно-бумажный комбинат
Акционерное общество «Кондопожский целлюлозно-бумажный комбинат» — АО «Кондопожский ЦБК» (англ. Joint-Stock Company Kondopoga Pulp-and-Paper Mill) — крупный производитель газетной бумаги. Комбинат основан в 1929 году. Промплощадка предприятия расположена в Северо-Западном федеральном округе России, в городе Кондопога Республики Карелия. Газетная бумага Кондопожского ЦБК удостоена «Знака качества XXI века» платинового достоинства.

## История предприятия

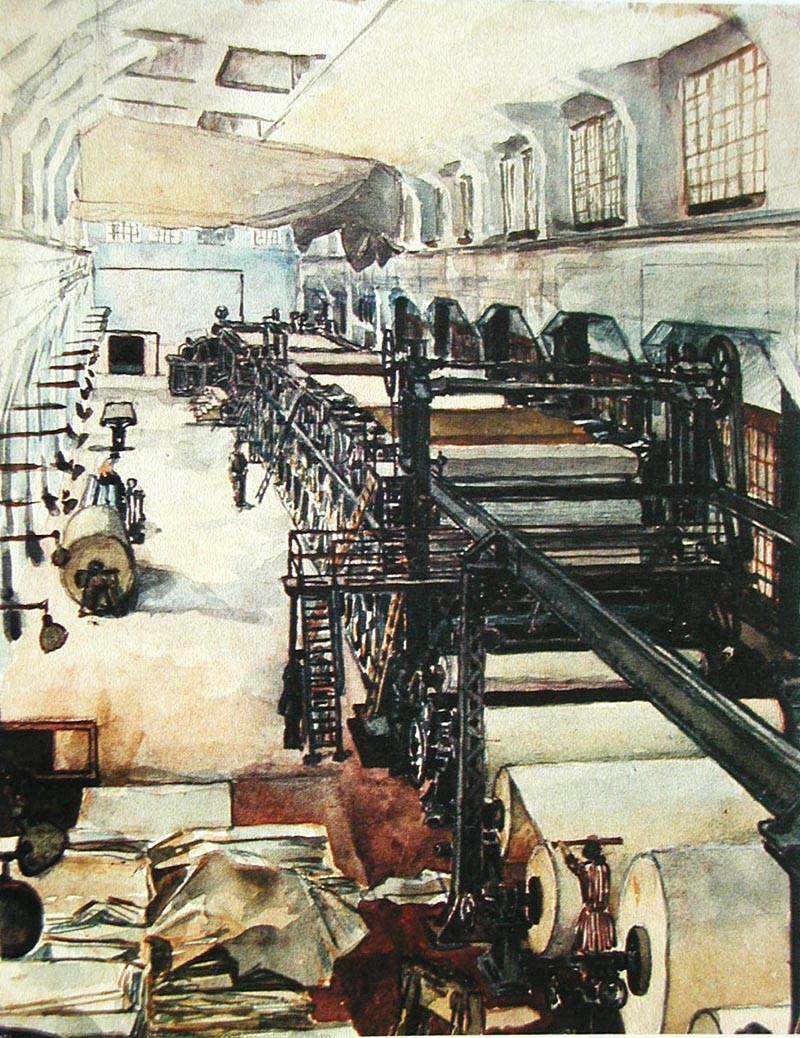
Главная машина Кондопожской бумажной фабрики, Генрих Фогелер

- 1923 — по специальному постановлению Совета Труда и Обороны Совнаркома РСФСР (от 26 апреля 1921 года), началось строительство бумажной фабрики.
- 27 июня 1929 — пуск первой бумагоделательной машины
- 27 апреля 1935 — Президиум ЦИК СССР присвоил предприятию имя С. М. Кирова.
- 1947 — выпущена первая послевоенная бумага на восстановленном комбинате (ЦБК был разрушен в 1941 году).
- 1951 — предприятие полностью восстановило свою довоенную мощность.
- 1959 — комбинат превращается в большую строительную площадку, Кондопога объявлена Всесоюзной ударной комсомольской стройкой.
- 4 января 1971 — Указом Верховного Совета СССР Кондопожский целлюлозно-бумажный комбинат награждён высшей государственной наградой СССР — орденом Ленина[3].
- 23 октября 1992 — ЦБК преобразован в акционерное общество «Кондопога».
- январь 2013 — ОАО «Кондопога» подало иск о банкротстве.
- март 2013 — введена процедура наблюдения, применяемая в деле о банкротстве[4].
- В 2016 году ОАО «Кондопога» признали банкротом. В числе кредиторов и залогодержателей числились два десятка предприятий, в числе которых ВТБ, Россельхозбанк, банк «Возрождение», Петрозаводский государственный университет, сын прежнего руководителя комбината Владимира Бибилова Дмитрий, а также компания «СГЭ», руководитель которой Владимир Аминов заведовал также кафедрой горного дела ПетрГУ[5].
- «Карелия Палп» выкупило у ВТБ крупнейший долг предприятия — 5 млрд рублей[5].
- В сентябре 2018 года «Карелия Палп» объявило себя крупнейшим кредитором (ООО «Карелия Палп» зарегистрировано по юридическому адресу банка «Санкт-Петербург»)[5], на собрании кредиторов был утвержден порядок замещения активов путем создания АО «Кондопожский ЦБК»[2][6].
- 2019 год — по результатам конкурса «Всероссийская Марка (III тысячелетие). Знак качества XXI века» АО «Кондопожский ЦБК» стало лауреатом. Бумага газетная и бумага газетная тонкая удостоены «Знака качества XXI века» платинового достоинства, бумага для внутренних слоев гофрированного картона — «Знака качества XXI века» золотого достоинства.
- 21 января 2020 года АО «Кондопожский ЦБК» первым из предприятий целлюлозно-бумажной промышленности России получил Комплексное экологическое разрешение (КЭР).

### Руководители предприятия
- 25 января 1929 — 13 июля 1937 — Ганнес Генрихович Ярвимяки[7] (репрессирован и расстрелян)[8]
- 13 июля 1937 — 3 февраля 1938 — Никанор Петрович Фёдоров
- 28 февраля 1938 — 16 апреля 1940 — Николай Алексеевич Кондратьев
- 16 апреля 1940 — декабрь 1944 — Александр Петрович Большов
- декабрь 1944 — январь 1945 — Владимир Трофимович Перепёлкин (одновременно директор Сегежского ЦБК)
- февраль 1945 — 25 июля 1945 — Фёдор Петрович Иванов (и. о.)
- 25 июля 1945 — 20 декабря 1945 — Исаак Иосифович Гехт (и. о.)
- 20 декабря 1945 — 29 июня 1949 — Яков Давыдович Давыдов
- 29 июня 1949 — 13 апреля 1952 — Михаил Васильевич Каджев
- 21 апреля 1952 — сентябрь 1955 — Всеволод Михайлович Богданов
- октябрь 1955 — 28 января 1982 — Виктор Михайлович Холопов
- 5 января 1982 — 28 августа 1989 — Виктор Иванович Евгеньев
- 22 августа 1989 — 19 июля 2008 — Виталий Александрович Федермессер
- 2008—2013 — Владимир Михайлович Бибилов
- 2013—2015 — Дмитрий Валерьевич Туркевич[9]
- 2015—2019 — Юрий Васильевич Айвазов[10][11]
- c февраля 2019 — Виктор Тихонович Толстов